# Münsterischer Bierkrieg
Der Münsterische Bierkrieg war eine Protestaktion von Wirtshausbesuchern gegen die Vorverlegung der Sperrstunde in Münster Ende des 19. Jahrhunderts.
Im Jahre 1895 versuchten die preußisch-protestantischen Ordnungsbehörden, die schon seit 1885 angedrohte Schließung der Wirtshäuser um 23 Uhr durchzusetzen. Dies wurde von der münsterischen Bevölkerung als Eingriff in ihre individuelle Freiheit aufgefasst.
Trotz angedrohter Geld- und Gefängnisstrafen versammelten sich in den ersten sieben Oktobernächten die Wirtshausbesucher nach 23 Uhr auf dem münsterischen Prinzipalmarkt, tranken Bier und sangen Lieder. Zahlreiche Zecher landeten im so genannten „Höffken“, einer Arrestzelle hinter dem Rathaus. Nach sieben Nächten lenkte der Oberbürgermeister Karl Windthorst ein und die Einhaltung der neuen Sperrstunde wurde nicht mehr durchgesetzt.